# 德拉瓦谷

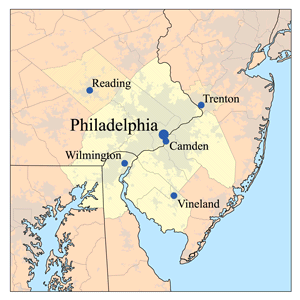

德拉瓦谷（Delaware Valley），又稱大費城（Greater Philadelphia）或費城都會區（Philadelphia metropolitan area），是美國東北部的一個都會區。據2020年美國人口普查，德拉瓦谷有人口628.8萬人，是美國第7大都會區和世界第35大都會區。

## 外部連結
- Delaware Valley Regional Planning Commission （页面存档备份，存于）
- Delaware River Basin Commission （页面存档备份，存于）

39°52′37″N 75°19′23″W / 39.877°N 75.323°W